# Pendleton (Indiana)
Pour les articles homonymes, voir Pendleton.
Pendleton est une municipalité américaine située dans le comté de Madison en Indiana.

## Géographie
Pendleton est située sur les rives de la Fall Creek (en), dans le sud-ouest du comté de Madison.
En 2010, la municipalité s'étend sur 11,23 milles carrés (29,09 km2), dont 0,07 mille carré (0,18 km2) d'étendues d'eau.

## Histoire

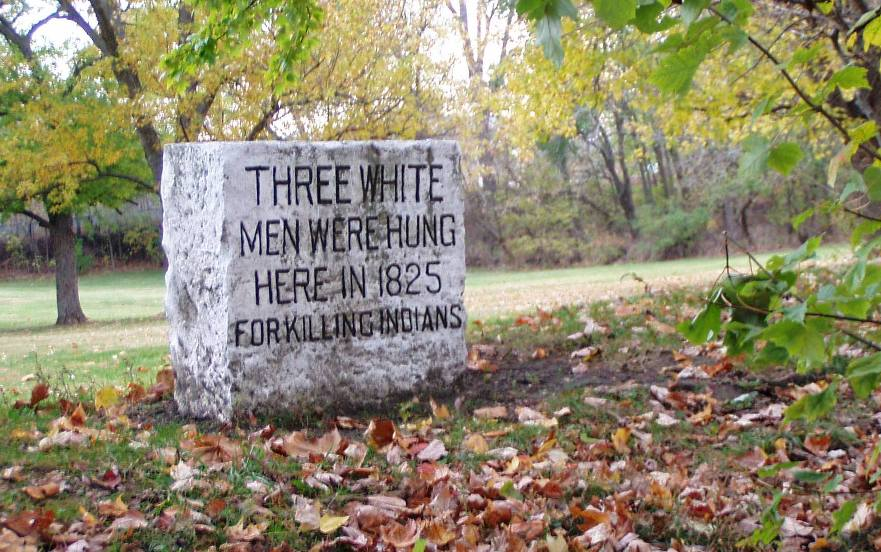
Pierre commémorant la pendaison de trois hommes blancs tueurs d'amérindiens.

Les premiers pionniers arrivent sur le site de Pendleton en 1818, attirés par les chutes de la Fall Creek. La communauté porte alors le nom de The Falls. Elle se développe grâce à ses moulins. En 1823, Pendleton est choisi comme siège du nouveau comté de Madison. Le siège du comté est toutefois transféré à Anderson en 1826 ou 1836, ville à la position plus centrale. En 1830, Thomas Pendleton redessine le plan de la ville, qui prend alors son nom.
En 1824, des Sénécas installés près de la Fall Creek (deux hommes, trois femmes et quatre enfants) sont assassinés par des pionniers. C'est à Pendleton que se tient leur procès. Pour la première fois de l'histoire des États-Unis, des hommes blancs sont condamnés à mort pour avoir tué des Amérindiens. Ils sont pendus le 3 juin 1825 dans l'actuel Falls Park. En 1843, l'abolitionniste Frederick Douglass est victime d'une tentative de lynchage alors qu'il prononce un discours dans le Falls Park ; il est sauvé par un groupe de Quakers locaux. Des plaques commémorent ces deux événement dans le parc,.
La ville se développe après l'arrivée du Indianapolis and Bellefontaine Railroad (en) en 1851. Elle devient une municipalité après un référendum organisé le 24 décembre 1853 (37 voix contre 3). Pendleton connaît une forte croissance après la découverte de gaz naturel dans la région en 1887. Le boom gazier s'achève en 1906. De nombreux édifices du centre-ville datent de cette époque.

## Démographie
Lors du recensement de 2010, la population de Pendleton est de 4 253 habitants

## Patrimoine
Pendleton compte deux sites inscrits au registre national des lieux historiques :
- le centre historique de Pendleton, comprenant environ 420 bâtiments construits à partir de 1829 et le Falls Park[3] ;
- le pont no 149 du comté de Madison, construit vers 1920 et permettant d'accéder au Falls Park ; il s'agit du dernier pont en treillis de type Pratt de la région[10].

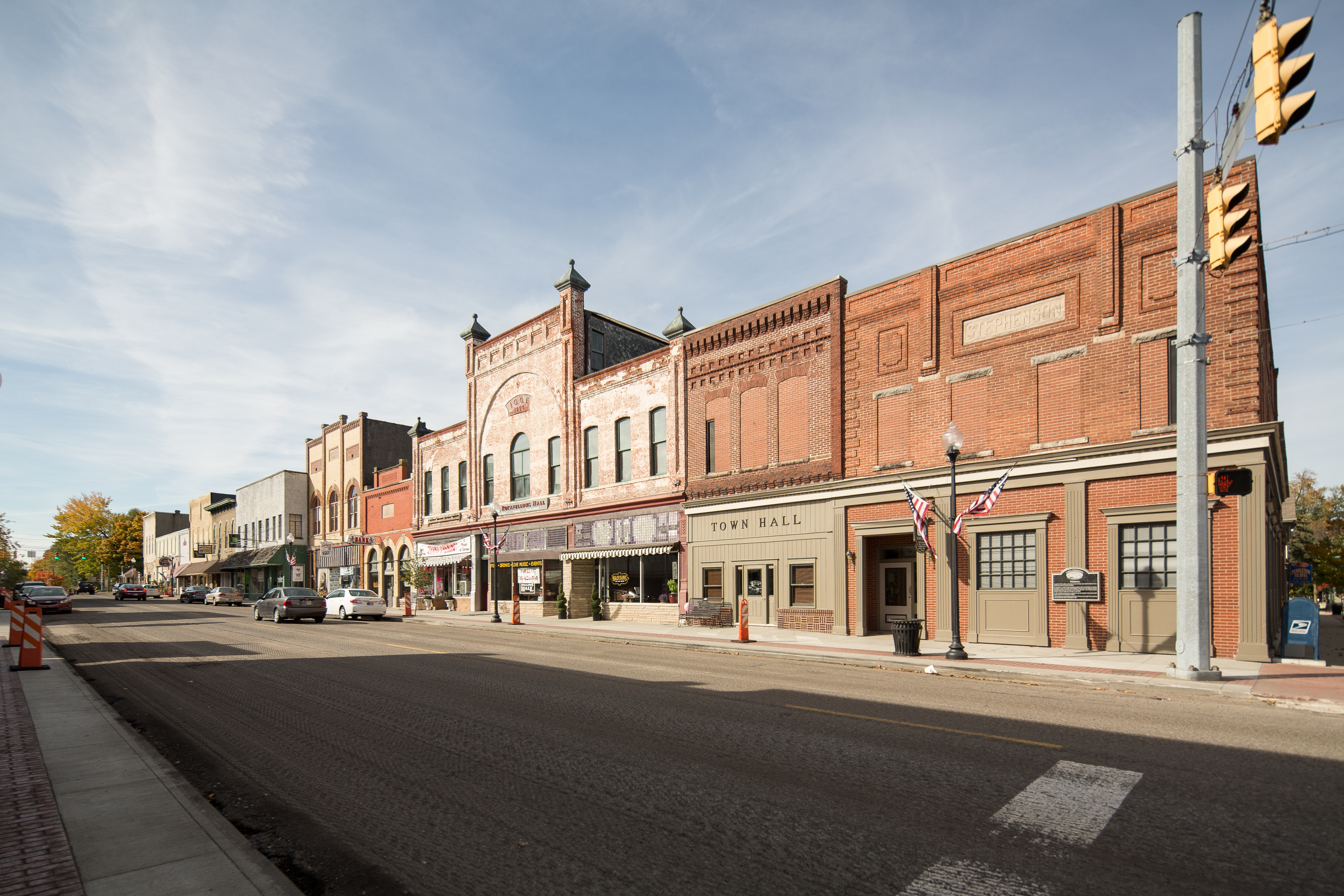
Le centre historique.
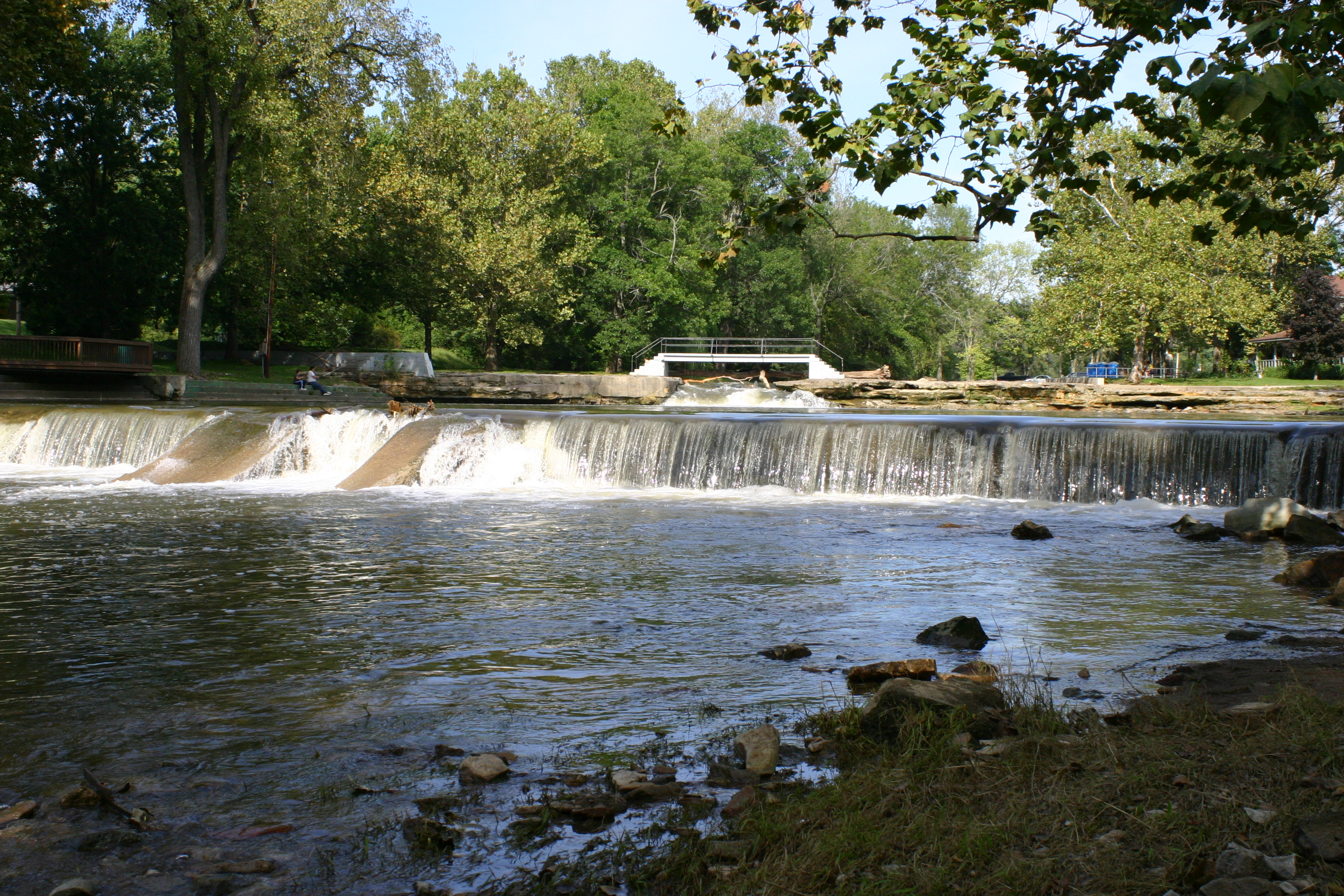
Le Falls Park.
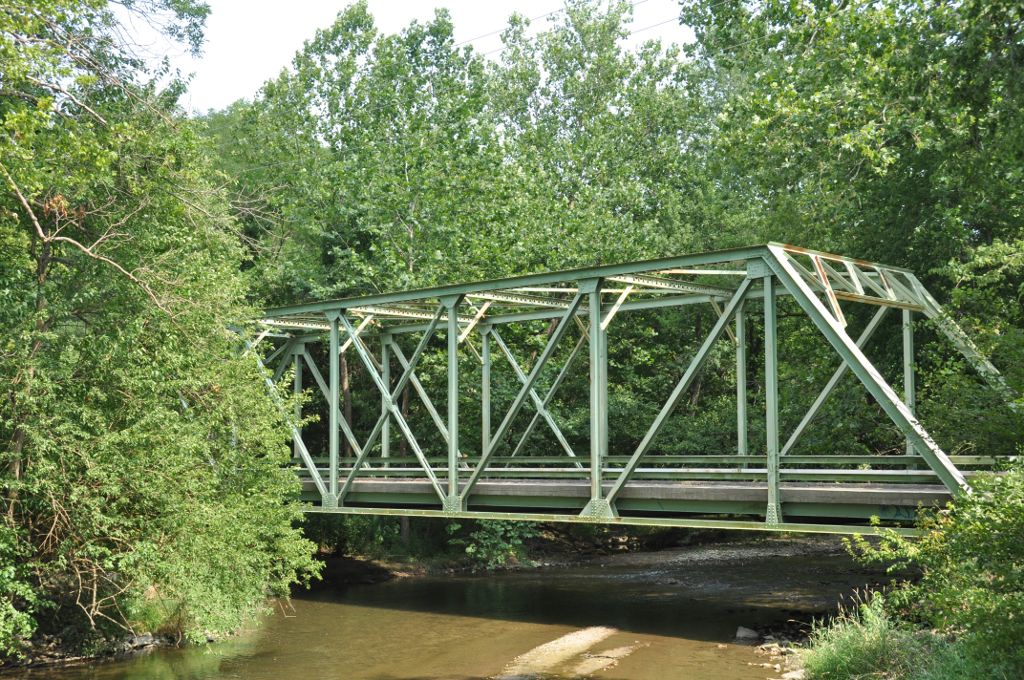
Le pont no 149.